# اچ‌ام‌اس هوسار (۱۸۹۴)
اچ‌ام‌اس هوسار (۱۸۹۴) (به انگلیسی: HMS Hussar (1894)) یک کشتی بود که طول آن ۲۶۲ فوت ۶ اینچ (۸۰٫۰ متر) بود. این کشتی در سال ۱۸۹۴ ساخته شد.